# Xyris aracamunae
Xyris aracamunae är en gräsväxtart som beskrevs av Robert Kral. Xyris aracamunae ingår i släktet Xyris och familjen Xyridaceae. Inga underarter finns listade i Catalogue of Life.